# Tom Clancy’s Splinter Cell
A Tom Clancy’s Splinter Cell egy lopakodós akció-kaland videójátéksorozat, melyet a Ubisoft fejleszt. A sorozat első játéka ugyanazon a címmel jelent meg 2002-ben.
A játék főhőse, akit a játékos irányít, Sam Fisher az NSA (National Security Agency - Egyesült Államok Nemzetbiztonsági Ügynöksége) különleges ügynöke, volt kommandós. Az eredeti angol nyelvű változatban Sam Fisher hangját Michael Ironside adja. A Splinter Cell sorozat híres kiváló grafikájáról.

## Tom Clancy’s Splinter Cell sorozat
- A Splinter Cell-t először 2002. november 18-án adták ki Észak-Amerikában Xbox játékkonzolra. Később kiadták PC-re is, majd 2003 elején PlayStation 2-re, 2003 tavaszán pedig Nintendo GameCube-ra. Szintén 2003-ban adtak ki a Game Boy Advance és az N-Gage kézi játékkonzol, valamint mobiltelefon változatokat.
- A játék folytatását, a Splinter Cell Pandora Tomorrow-t 2004 márciusának végén adták ki. Ez volt az első lopakodós játék, mely rendelkezett többjátékos móddal. Egyjátékos módjából készült magyar szinkronos verzió is. (Multiplayer)
- A harmadik részt, a Splinter Cell Chaos Theory-t 2004. május 5-én jelentették be.
- A negyedik rész 2006 novemberében jelent meg, Double Agent címen. Újítás volt benne az úgynevezett "kettős-ügynök" játékmód. A történet szerint a játékosnak be kellett épülnie egy terrorista szervezetbe, de ugyanakkor az Ügynökség bizalmát is meg kell tartania.
- Az ötödik epizód a Conviction. Sam Fisher kilép az NSA-ból, majd saját akcióba kezd. Elintézi saját ellenségeit és ellenszegül a rendőröknek is.
- A hatodik játék [Blacklist] során a kiépített terroristahálózattal rendelkező "Mérnökök" próbálják átvenni az uralmat katonai/stratégiai célpontok és fegyverrendszerek felett. Sam célja az ő mielőbbi kiiktatása.

## Történet
A történet 2004-ben játszódik. A játékos Sam Fishert, egy régóta nyugvó különleges ügynököt alakítja, akit a Nemzetbiztonsági Hivatal (NSA) titkos részlege, a „Third Echelon” („Harmadik Harcvonal”) aktivált újra. A Third Echelon kis csoport által segített egyedüli ügynököket, „üvegszilánkokat” (splinter cell) alkalmaz arra, hogy információt szerezzen a modern, digitális világban. Amikor két CIA-ügynök eltűnik Grúziában, Fishernek kell visszahoznia az ügynököket, és felfedni a terroristaakciónak vélt esetet. Az NSA szerint az akció a grúz elnök, Kombayn Nikoladze körül szerveződik, aki egy információs krízist indít el Amerikában, és annak „madárijesztő-hadseregében”. Sam feladata az, hogy megoldja a krízishelyzetet és megtalálja Nikoladze-t.

### Splinter Cell: Double Agent (4. rész)
Sam Fisher most a legerősebb ellenségével néz szembe. Be kell épülnie Amerika egyik legnagyobb terrorista csoportjához, majd belülről elpusztítani. Még nem tudja mivel áll szemben. Bizalmat kell szereznie a JBA-nál (John Brown's Army - terroristák) és az NSA-nál (Nemzetbiztonság) is.
Sokkal nehezebb, mint az előző részek. Nincs fény- és hang jelző, és a fényhatások is reálisok. A játékban sok válaszút van. Mint például: JBA: Engedd ki a börtönben fogvatartottakat! NSA: Ne engedd ki a foglyokat!; JBA: Öld meg Cole Yagert! NSA: Ne öld meg Cole Yagert!

### Splinter Cell: Conviction (5. rész)
Sam ebben az epizódban sem az NSA-nak, sem a JBA-nak nem dolgozik. A lányát megölték és megpróbál bosszút állni. Öregebb, de mégis gyorsabb, erősebb és brutálisabb. Nem kap speciális támogatást a fegyverek területén. A vallatás sokkal hatásosabb, és brutálisabb. Vallatáshoz gyakran tereptárgyakat alkalmaz. A játék egyik újítása a Mark and Execute (megjelölés és kivégzés) amivel a fegyverünk képességeinek megfelelő számban megjelölhetünk célpontokat (ellenségek, lámpák, egyéb tereptárgyak) és egy gombnyomással Sam tüzet nyit az összes elérhető célra.

### Splinter Cell: Blacklist (6. rész)
A Sam Fisher sorozat leghosszabb kampányát tartalmazza ez a rész, valamint egy profi multiplayer módot is. Az alaptörténet szerint egy magukat Mérnököknek nevező, profi terroristacsapat brutális terrorsorozatot tervez Amerika ellen, amennyiben az USA nem hajtja végre a követelésüket, azaz nem hívja haza minden külföldön állomásozó egységét. A terrorsorozat a Feketelista nevet kapta. A Sam Fisher vezette 4. Hadosztály feladata megakadályozni a terrortámadásokat és elkapni a Mérnökök vezetőjét. A multiplayer módban 2 vs 2 felállásban kémek harcolnak zsoldosok ellen.

## Külső hivatkozások
- Hivatalos honlap (angolul)
- Ubisoft (a játékok fejlesztője és kiadója) (angolul)
- Splinter cell wikia (angolul)